# 長野県道409号曽根藤ノ木線
長野県道409号曽根藤ノ木線（ながのけんどう409ごう そねふじのきせん）は、長野県飯山市を走る一般県道。

## 概要

### 路線データ
- 起点：飯山市大字常郷字曽根（長野県道95号上越飯山線交点）
- 終点：飯山市大字旭字藤ノ木（藤ノ木交差点＝国道292号交点）

## 通過する自治体
- 飯山市

## 交差・接続する道路
- （飯山市常郷曽根付近＝起点）
  - 長野県道95号上越飯山線
- （飯山市寿付近）
  - 長野県道411号飯山新井線
- 藤ノ木交差点（飯山市旭藤ノ木＝終点）
  - 国道292号（飯山街道）
  - 飯山市道（西回り線）

## 周辺
- 戸狩温泉スキー場